# Treta Liga (Bulgarije)
De Treta Liga is de nationale voetbalcompetitie in Bulgarije op het derde niveau die door de Bulgaarse voetbalbond (BFS) wordt georganiseerd. In tegenstelling tot het eerste en tweede niveau, wordt het voetbal op het derde niveau op amateurbasis gespeeld.
De competitie is opgedeeld in vier verschillende groepen: Noord-West, Zuid-West, Noord-Oost en Zuid-Oost. Elke groep valt onder een administratieve zone, te weten: Sofia (zuidwest), Plovdiv (zuidoost), Varna (noordoost) en Veliko Tarnovo (noordwest).
De competitie is in 1950 voor het eerst gespeeld. Elke groep bestaat uit zestien tot twintig teams. De kampioen van elke groep promoveert direct naar de Vtora Liga. De degradanten degradeerden naar de Regionale A Groep. Tot 2016 heette de competitie V Grupa, daarna werd de naam gewijzigd in Treta Liga. 

## Kampioenen
| Jaar | Noord-Oost                | Zuid-Oost              | Noord-West                   | Zuid-West                |
| ---- | ------------------------- | ---------------------- | ---------------------------- | ------------------------ |
| 2011 | Spartak Varna             | Botev Plovdiv          | FC Bdin                      | Slivnishki Geroi         |
| 2012 | FC Sjoemen 2001           | FC Rakovski            | Spartak Pleven               | FC Pirin 2002            |
| 2013 | PFK Dobroedzja Dobritsj   | FC Botev Galabovo      | PFC Akademik Svishtov        | Marek Doepnitsa          |
| 2014 | FC Benkovski Byala        | FC Sozopol             | Lokomotiv 2012 Mezdra        | OFK Pirin Blagoëvgrad    |
| 2015 | Doenav Roese              | OFK Pomorie            | Spartak Pleven               | Oborisjte Panagjurisjte  |
| 2016 | FK Tsjernomorets Baltsjik | OFK Nesebar            | OFC Etar Veliko Tarnovo      | CSKA Sofia               |
| 2017 | FK Tsjernomorets Baltsjik | Zagorets Nova Zagora   | Litex Lovetsj                | Strumska Slava           |
| 2018 | PFK Dobroedzja Dobritsj   | Arda Kardzjali         | Kariana Erden                | FK CSKA 1948 Sofia       |
| 2019 | Spartak Varna             | PFK Neftohimik Boergas | Spartak Pleven               | FK Hebar 1918 Pazardzhik |
| 2020 | PFK Dobroedzja Dobritsj   | FC Sozopol             | FK Jantra Gabrovo            | FK Minjor Pernik         |
| 2021 | Spartak Varna             | FK Maritsa Plovdiv     | FK Levski 2020 Lom           | Marek Doepnitsa          |
| 2022 | Doenav Roese              | FK Krumovgrad          | Spartak Pleven               | Belasitsa Petritsj       |
| 2023 | FK Tsjernomorets Baltsjik | PFK Nesebar            | OFK Bdin Vidin               | Marek Doepnitsa          |
| 2024 | PFK Loedogorets III       | OFK Nesebar            | Lokomotiv Gorna Orjachovitsa | FK Minjor Pernik         |

Albanië ·
België (tot 2016 / vanaf 2016) · 
Bulgarije ·
Cyprus · 
Denemarken · 
Duitsland · 
Engeland · 
Estland · 
Finland · 
Frankrijk · 
Georgië · 
Gibraltar ·
Griekenland · 
Italië · 
Ierland · 
Kroatië · 
Luxemburg · 
Nederland · 
Noord-Ierland · 
Noord-Macedonië · 
Noorwegen · 
Oekraïne · 
Oostenrijk · 
Polen · 
Portugal · 
Roemenië · 
Rusland · 
Schotland · 
Servië · 
Slovenië · 
Slowakije · 
Spanje (tot 2021 / vanaf 2021) · 
Tsjechië (Moravië / Bohemen) ·
Turkije · 
Wales · 
Zweden · 
Zwitserland